# Jägerstraße (Berlin)
Die Jägerstraße ist eine Straße im Berliner Ortsteil Mitte des gleichnamigen Bezirks. Sie wird durch den Gendarmenmarkt unterbrochen und ist nach einem 1690 gebauten Jägerhaus für den Oberjägermeister von Hertefeld benannt.

## Geschichte
Im 16. Jahrhundert befand sich in Berlin-Friedrichswerder ein Haus der kurfürstlichen Jägerei. Im Jahr 1690 wurde es abgerissen und durch eine Unterkunft für den Oberjägermeister von Hertefeld ersetzt: das Jägerhaus. 1709 wurde deshalb die Straße an diesem Haus zwischen Wall-Straße (heute Oberwallstraße) und Chur-Straße (heute Kurstraße) Jägerstraße benannt. Die Benennung außerhalb der Berliner Stadtbefestigung in der Friedrichstadt erfolgte einige Jahre später. Das Jägerhaus ist heute nicht mehr erhalten; vielmehr befindet sich seit ca. 1900 an dieser Stelle das Gebäude der Alten Reichsbank. Die Straße verlief ursprünglich im Osten bis zur Kurstraße, wurde jedoch 1959 bis zur Oberwallstraße verkürzt. Jetzt führt sie wieder bis zur Kurstraße. Zwischen 1958 und 1991 war die Jägerstraße nach dem ehemaligen Ost-CDU-Vorsitzenden und stellvertretenden DDR-Ministerpräsidenten Otto Nuschke benannt.

## Bemerkenswerte Bauwerke
- Club von Berlin: Der Gebäudekomplex der Hausnummern 1 bis 3 entstand in den Jahren 1892 und 1893 durch die Architektengemeinschaft Kayser & v. Großheim. Die Fassade der Jägerstraße ist mit hellem Sandstein verkleidet, während die Fassade zur Mauerstraße in weiß glasierten Verblendsteinen ausgeführt wurde. Das Gebäude wurde von 1997 bis 1999 umgebaut und ist nun Sitz der Vertretung der Freien und Hansestadt Hamburg beim Bund.
- Wohn- und Geschäftshaus in der Nummer 28: Das von Albert Bohm errichtete Gebäude wurde für den Kaufmann David Münzer in den Jahren 1894 und 1895 errichtet und verfügt über eine aufwendige, barock gestaltete Fassade aus Sandstein, welche die Ladenetage mit den darüber liegenden Wohngeschossen optisch verbindet.
- Ehemaliges Konfektionshaus Valentin Manheimer (Hausnummer 33): Von 1907 bis 1908 errichteten die Architekten Salinger & Schmohl einen Erweiterungsbau im Stil des „biedermeierlichen Klassizismus“. Das Erdgeschoss ist mit Rundbogenarkaden ausgestattet, während die darüberliegenden drei Geschosse mit Pilastern gegliedert sind. Das Attikageschoss verfügt über ein Mansarddach und ist durch ein Gesims vom übrigen Gebäude abgesetzt.
- Generaltelegraphenamt (Hausnummer 42 bis 44): Wilhelm Salzenberg und Adolph Lohse bauten hier 1864 das erste Telegraphenamt Deutschlands. In den Jahren 1877 und 1878 von Carl Schwatlo erweitert, diente es als „Haupttelegraphenamt“ sowohl Post als auch Telegraphie. Die einzelnen Stockwerke sind durch Gesimse voneinander optisch getrennt. Durch die gleichmäßige Anordnung der Fensterachsen wirkt die detailreich verzierte, an venezianische Renaissancepaläste angelehnte Fassade vergleichsweise ruhig. Das Erdgeschoss ist mit einer Rustika verziert, die darüberliegenden Geschosse beginnen mit Säulen ionischer und enden in korinthischer Ordnung. Das Attikageschoss ist mit postalischen Symbolen verziert.
- Bankhaus Mendelssohn & Co. (Hausnummer 49 und 50) (zur Bauzeit Parzelle 52): Es wurde in den Jahren 1891 bis 1893 von Walter Gropius & Heino Schmieden erbaut.[3] Sehenswert ist auch das angrenzende Wohn- und Geschäftshaus der Familie Mendelssohn von 1789 mit der Hausnummer 51, die Mendelssohn-Remise.[4]
- Emil Schaudt, der Hauptarchitekt des Kadewe, war auch für Planung und Ausführung eines Konzertrestaurants in der Jägerstraße verantwortlich.[5] (Genaue Lage und Erhaltung ja oder nein unklar)

## Bewohner und Gedenkorte

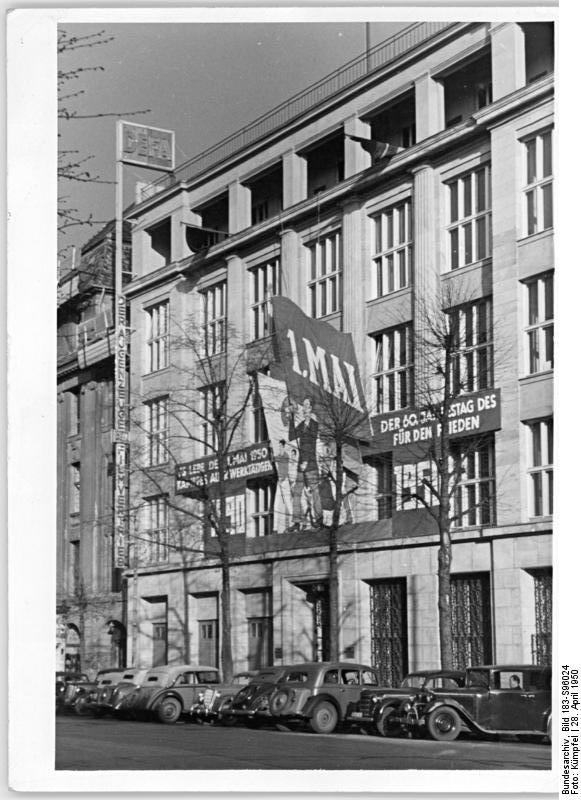
DEFA-Gebäude, Jägerstraße 32, 1950

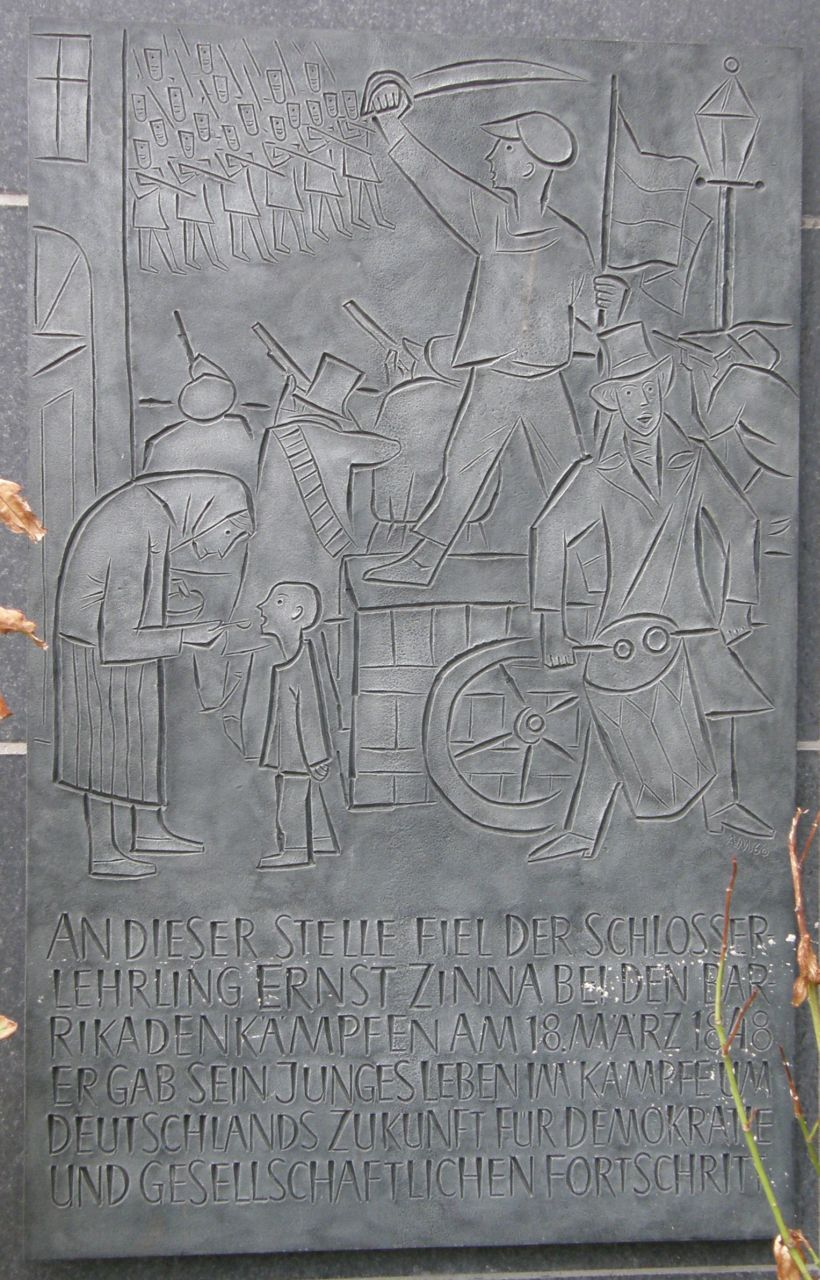
Gedenktafel für Ernst Zinna in der Jägerstraße 63c

- Im Haus Nummer 22 wurde Alexander von Humboldt 1769 geboren. Aktuell befindet sich hier die Berlin-Brandenburgische Akademie der Wissenschaften.

- Im Haus Nr. 32 befand sich seit etwa 1950 der Hauptsitz der DDR-Filmgesellschaft DEFA, der später bis etwa 1990 als Nebengebäude genutzt wurde.
- Im Haus Nummer 33 befand sich die Parfüm- und Seifenhandlung von Adolf Nuglisch. 1906 wurde das Haus für den Ausbau des Konfektionshauses Manheimer abgerissen.
- Vor dem Haus Nummer 63c befindet sich eine Gedenktafel für Ernst Zinna. Der Schlosserlehrling kam während der Märzrevolution 1848 ums Leben.
- Vor dem Haus Nummer 69 befindet sich eine Gedenktafel für das Bankhaus Adolf Jarislowsky, das hier von 1889 bis 1942 stand.
- Eine in der Jägerstraße gelegene Gaststätte ist einer der Schauplätze in E. T. A. Hoffmanns Erzählung Die Abenteuer der Sylvester-Nacht.
- Wegen der vier Ladenlokale eines Metzgers, eines Herrenkonfektionsgeschäfts, einer Parfümerie und eines Kerzenziehers wurde Ecke zur Oberwallstraße Gleichgültige Ecke genannt.
- im 19. Jahrhundert befanden sich in der Jägerstraße zwei Künstlerkneipen »Sammetbrüdertisch« und bei »Clara Hellmer«, in der sich Schauspieler  nach dem Theater trafen[6]